# Eugénia do Reino Unido
Eugénia, Sra. Jack Brooksbank (Eugénia Vitória Helena, em inglês Eugenie Victoria Helena; Londres, 23 de março de 1990), anteriormente conhecida como Eugénia de Iorque, é uma aristocrata e membro da família real britânica por ser a filha do príncipe André, Duque de Iorque, e sua ex-esposa Sara Ferguson. Ao nascer, ela era a sexta na linha de sucessão ao trono britânico e agora é a décima segunda colocada. Ela é sobrinha do rei Carlos III do Reino Unido, sendo neta da rainha Isabel II do Reino Unido e do príncipe Filipe, Duque de Edimburgo, e tem uma irmã mais velha, a princesa Beatriz.
Nascida no Portland Hospital, em Londres, Eugénia frequentou a St George's School e a Marlborough College antes de estudar na
Newcastle University, graduando-se em literatura inglesa e história da arte. Ela ingressou na casa de leilões Paddle8 antes de assumir um cargo de direção na galeria de arte Hauser & Wirth. Eugénia também trabalha em particular com várias organizações de caridade, incluindo Children in Crisis e Anti-Slavery International. Ela se casou com Jack Brooksbank, embaixador da marca, em 2018. Eugénia e Jack tiveram dois filhos, August e Ernest Brooksbank.

## Início de vida e infância
A princesa Eugénia nasceu por cesariana no Hospital de Portland, localizado na cidade de Londres na Inglaterra, em 23 de março de 1990 às 19h58. Nascida como a segunda filha do Duque e Duquesa de Iorque, e sexto neto da rainha Isabel II e do príncipe Filipe, Duque de Edimburgo Eugénia foi nomeada como Eugénia Vitória Helena (Eugenie Victoria Helena). Seu nome foi escolhido em homenagem à princesa Vitória Eugénia de Battenberg, uma das netas da rainha Vitória. Eugénia foi batizada no dia 23 de dezembro de 1990, na Igreja de St. Mary Magdalene, em Sandringham, pelo bispo de Norwich. Foi o primeiro bebé real que teve um batismo público. Os seus padrinhos foram: James Ogilvy, o capitão Alastair Ross, a Sra. Ronald (Sue) Ferguson (madrasta de sua mãe), a Sra. Julia Dodd-Noble e a Srta. Louise Blacker.
Os pais de Eugénia se divorciaram amigavelmente quando ela tinha seis anos. O Duque e a Duquesa de Iorque concordaram com a guarda conjunta de suas duas filhas. Eugénia e sua irmã frequentemente viajavam para o exterior com um ou ambos os pais. Em outubro de 2002, Eugénia, de 12 anos, foi submetida a uma cirurgia nas costas no Royal National Orthopaedic Hospital em Londres para corrigir a escoliose; duas hastes de titânio de 300 milímetros foram colocadas em suas costas. Ela se recuperou completamente e não foi obrigada a se submeter a outras cirurgias.

## Educação e carreira
A princesa Eugénia primeiramente foi matriculada na escola de educação infantil Winkfield Montessori, em Surrey, no ano de 1992. Então ela juntou-se com sua irmã em Upton House School, Windsor. Em 1995, foi para Coworth Park, também em Surrey. Em 2001, passou no Exame de Entrada Comum, estudando em St George's School por dois anos. Em 2003, a princesa Eugénia começou o ensino secundário na famosa Marlborough College, localizada em Wiltshire. Eugénia passou em nove GCSEs em 2006, obtendo duas notas A* em língua inglesa e artes, três notas A em história, literatura inglesa e religião e quatro notas B em matemática, ciências, espanhol e francês.
Após terminar o ensino secundário, Eugénia parou de estudar durante um ano (o tradicional "gap year"). Em 2009, iniciou o ensino superior na Universidade de Newcastle. A princesa concluiu uma licenciatura em História da Arte e Literatura Inglesa em 2012, com uma média de 2:1 (correspondente a 16 em Portugal).
Em 2013, Eugénia mudou-se para a cidade de Nova Iorque durante um ano para trabalhar para a empresa de leilões on-line Paddie 8 como gestora de leilões. Em julho de 2015, Eugénia regressou a a cidade de Londres para trabalhar na galeria de arte Hauser & Wirth como diretora associada, tendo sido promovida a diretora em 2017.

## Vida pessoal

### Namoro e noivado
Eugénia conheceu Jack Brooksbank, um vendedor de vinho e descendente linear de baronetes italianos, quando ela tinha 19 anos, na Suíça. Os dois namoraram por sete anos e o noivado aconteceu, de facto, apenas no início de 2018, tendo o anúncio oficial sido feito pelas redes sociais do Palácio de Buckingham e também pela dos seus pais no dia 22 de janeiro de 2018. Brooksbank e Eugénia são parentes distantes, ambos descendentes de Thomas Coke, 2.º Conde de Leicester.

### Casamento
O casamento aconteceu no dia 12 de outubro de 2018, na Capela de São Jorge no Castelo de Windsor na Inglaterra, com a presença de vários membros da família real britânica, assim como vários nomes de artistas famosos como a modelo Cara Delevingne e sua irmã Poppy Delevingne, Naomi Campbell, Ellie Goulding, Ricky Martin, Demi Moore, Kate Moss, Liv Tyler e Robbie Williams. A princesa Eugénia escolheu um vestido de noiva criado pela dupla de estilistas de modo Peter Pilotto e Christopher de Vos, da marca Peter Pilotto. O casamento de Eugénia, virou o segundo casamento real britânico de 2018, uma vez que aconteceu apenas poucos meses após o casamento do primo em primeiro grau de Eugénia, o príncipe Henrique, Duque de Sussex e a Meghan Markle.

### Filhos
- August Philip Hawke Brooksbank: a primeira gestação de Eugênia foi anunciada em 25 de setembro de 2020 e o bebê, o primeiro neto do Duque de Iorque e de Sara Ferguson e o nono bisneto da rainha Isabel II, nasceu em 08 de fevereiro de 2021[31] [32]
- Ernest George Ronnie Brooksbank: Eugênia revelou que esperava seu segundo filho em janeiro de 2023, em sua conta no Instagram, tendo o bebê nascido em 30 de maio de 2023. [33]

## Deveres reais e atividades

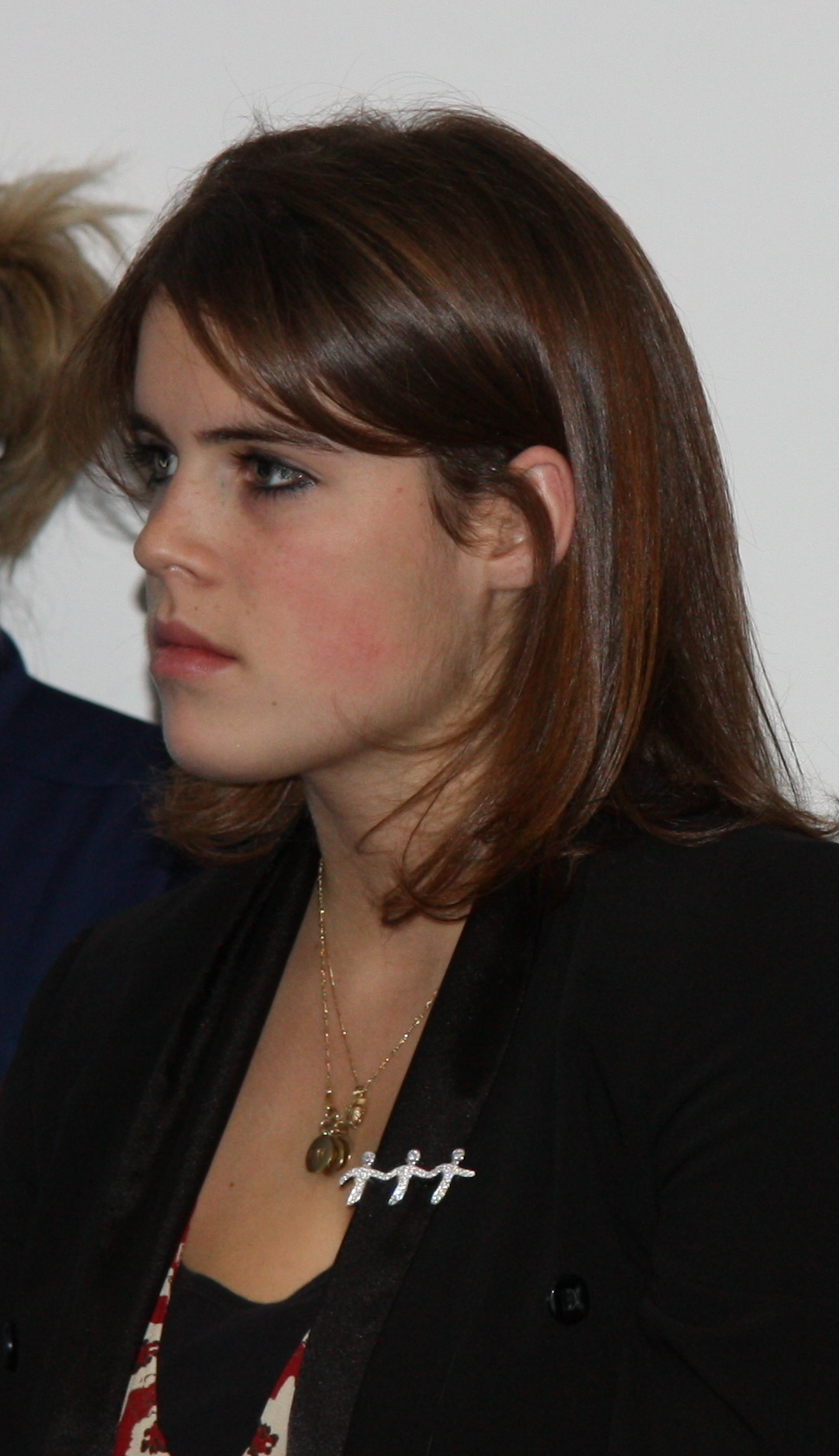
Princesa Eugénia no seu primeiro compromisso oficial em 2008

A princesa Eugénia não participa em compromissos públicos oficiais em nome da rainha e não recebe subsídios da Privy Purse. As suas aparições públicas são raras e normalmente associadas a instituições de caridade que apoia, essencialmente a Teenage Cancer Trust e a Children in Crisis. Em 2018, a Children in Crisis fundiu-se com a Street Child, uma instituição de caridade para crianças com filiais em vários países, e Eugénia passou a ser uma das embaixadoras.
Em 2007, Eugénia e a sua irmã representaram o seu pai em uma cerimónia religiosa de ação de graças em honra da sua tia por casamento, a famosa Diana, Princesa de Gales. Em 2008, Eugénia participou no seu primeiro compromisso público sozinha quando inaugurou a unidade para pessoas doentes de cancro do Teenage Cancer Trust em Leeds.
Em 2 de junho de 2011, Eugénia visitou o Royal National Orthopaedic Hospital com o seu pai, num dos seus primeiros compromissos públicos. Em abril de 2012, ela aceitou ser benfeitora do Apelo de Renovação do hospital, sendo esta a sua primeira benfeitoria. Em 2014, Eugénia inaugurou a renovada unidade infantil do Royal National Orthopaedic Hospital. No mesmo ano entrou numa parceria com a Daisy London Jewllery para desenhar uma pulseira com edição limitada cujo valor das vendas reverteu para o hospital.

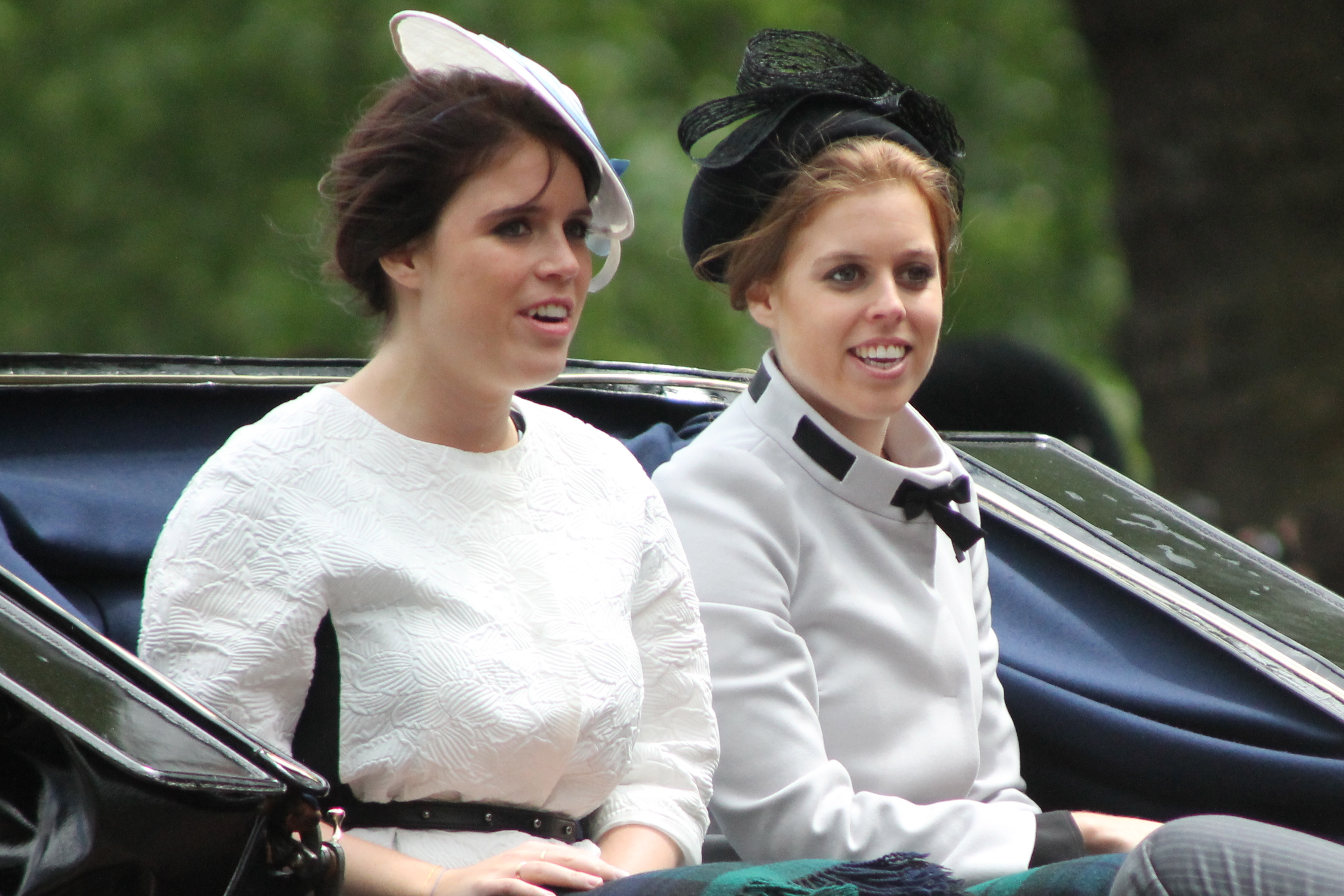
Princesa Eugénia, com a sua irmã, a Princesa Beatriz no Trooping the Colour de 2013.

Em janeiro de 2013, Eugénia e a sua irmã, a princesa Beatriz, visitaram Berlim e Hanôver na Alemanha para uma série de compromissos. Estes incluíram representar a rainha na inauguração do renovado Palácio Real dos Hanôver, o Schloss Herrenhausen, que fora destruído num ataque aéreo da Royal Air Force durante a Segunda Guerra Mundial.
Em 2016, a princesa Eugénia, em conjunto com a sua mãe e a sua irmã, colaboraram com o artista contemporâneo britânico Teddy M para criar o primeiro grafite real de sempre. O grafite foi emoldurado e intitulado Royal Love e vendido numa exposição no Royal Lodge. A receita foi doada à Children in Crisis.
A princesa Eugénia e a sua irmã tornaram-se benfeitoras da Teenage Cancer Trust em junho de 2016. A princesa é ainda benfeitora do Coronet Theatre, da European School of Osteopathy, do Tate Young Patrons e, em conjunto com a sua mãe, da Elephant Family, que é presidida pelos seus tios, o príncipe Carlos, Príncipe de Gales e a Camila, Duquesa da Cornualha. Em 2016, Eugénia visitou uma casa segura gerida pelo Exército de Salvação para se encontrar com vítimas de abuso sexual e escravatura moderna.
Em outubro de 2016, surgiram boatos de um desentendimento entre o pai de Eugénia, o príncipe André, Duque de Iorque, e o seu tio, Carlos, Príncipe de Gales, que teve como base os papéis de representação de Beatriz e Eugénia dentro da família real britânica. O príncipe André disse mais tarde que a notícia era completamente falsa.
Em 2017, Eugénia tornou-se embaixadora da Artemis Council of the New Museum, à qual só se tem acesso por convite, uma iniciativa focada no apoio exclusivo a artistas femininas. Eugénia tornou-se ainda embaixadora do Project 0, uma instituição de caridade que, em parceria com a Sky Ocean Rescue, se foca em proteger os oceanos da poluição com plásticos. Em julho de 2018, como diretora da Anti-Slave Colective, Eugénia discursou na NEXUS Global Summit, na sede da ONU em Nova Iorque, onde falou sobre a luta contra a escravatura moderna. Em setembro de 2018, Eugénia foi à Sérvia visitar a ASTRA e a ATINA, duas organizações do Fundo de Intervenção Humanitária da ONU que combate o tráfico humano e a violência contra as mulheres.
Em maio de 2020, foi revelado que Eugénia e seu marido estavam ajudando o Exército da Salvação a embalar alimentos em meio à pandemia de COVID-19. Em outubro de 2020, Eugénia tornou-se patrona da Scoliosis Association UK. Em junho de 2021, a princesa Eugénia também tornou-se embaixadora da Blue Marine Foundation e se reuniu com ambientalistas na Somerset House. Em outubro de 2021, a princesa visitou o centro de divulgação do Exército da Salvação como parte de seu trabalho com o Coletivo Antiescravidão. Ela participou de uma aula de arteterapia ao lado de sobreviventes da escravidão moderna.
Em 2022, a princesa Eugenie, o marido, Jack Brooksbank, e o filho August, estão a viver em Portugal, mais precisamente em Melides. Mudaram-se devido ao trabalho do marido, que abraçou um projeto imobiliário do multimilionário Mike Meldman, que é proprietário de um empreendimento na costa alentejana e amigo e sócio do ator George Clooney.

## Títulos, Estilos e Armas

### Títulos e Estilos

Monograma Real

- 23 de março de 1990 - 12 de outubro de 2018: Sua Alteza Real, a Princesa Eugénia de Iorque
- 12 de outubro de 2018 - presente: Sua Alteza Real, a Princesa Eugénia, Sra. Jack Brooksbank [nota 1]

### Brasão

Brasão de armas da princesa Eugénia